# 17 (getal)
Zeventien is een natuurlijk getal, volgend op zestien. Het wordt in het decimale stelsel geschreven als 17, één maal tien plus zeven. Zeventien gaat vooraf aan 18.

## In de wiskunde
- Zeventien is het op zes na kleinste priemgetal.
- Het is een fermatgetal en daardoor is de regelmatige zeventienhoek construeerbaar met passer en liniaal.
- Het volgende priemgetal is negentien, waarmee het samen een priemtweeling vormt.
- 17 is de som van de eerste vier priemgetallen: {\displaystyle 2+3+5+7}.
- 17 is de zesde mersennepriemgetal-exponent, resulterend in 131071.
- Er zijn precies zeventien vlaksymmetrische groepen. Deze worden soms de behangpapiergroepen genoemd, omdat ze de zeventien verschillende symmetrietypen representeren die gebruikt worden in behangpapier.
- Net zoals 41, is het getal 17 een priemgetal {\displaystyle p} dat allemaal priemgetallen levert middels de veelterm {\displaystyle n^{2}+n+p}, voor alle positieve {\displaystyle n<p-1}.
- Beschouw een reeks van reële getallen tussen 0 en 1 zodanig dat de eerste twee liggen in verschillende helften van dit interval, de eerste drie in verschillende derden, enzovoorts. De maximaal mogelijke lengte van een dergelijke reeks is 17 (Berlekamp & Graham, 1970, voorbeeld 63).
- Aangezien 17 een fermatpriemgetal is, kunnen heptadecagons met passer en liniaal geconstrueerd worden. Dit is bewezen door Carl Friedrich Gauss in het jaar 1796.
- 17 is een viervoud plus 1, zodat dit priemgetal volgens de stelling van Fermat over de som van twee kwadraten kan worden geschreven als de som van twee kwadraten: {\displaystyle (1^{2}+4^{2})}.

## In de natuurwetenschap
- Het atoomnummer van chloor.

## In de tijdrekening
- Zeventien uur (17.00 uur) is vijf uur in de middag.

## Overig
- Het aantal lettergrepen in een haiku en senryu.
- Het aantal leden van het college van bewindhebbers der Vereenigde Oostindische Compagnie, gezamenlijk de Heeren Zeventien (ook wel de Heeren XVII) of de Zeventienen genoemd.
- De 17 provinciën van de Nederlanden.
- Een scheldwoord in het Zweeds ("sjutton också!" ("zeventien, ook!")).
- Een uitroep in het Fries is "leave  sântsjin" (lieve zeventien) dat zoveel betekent als "lieve hemel".
- De titel van het beroemde lied At Seventeen van Janis Ian.
- Een van de ongeluksgetallen in Italië. Wanneer je 17 in Romeinse cijfers schrijft (XVII) en dat dan door elkaar schudt, krijg je Vixi, het Latijnse woord voor Ik heb geleefd of Ik leefde.